# グーネウス
グーネウス（古希: Γουνεύς, Gūneus）は、ギリシア神話の人物である。長母音を省略してグネウスとも表記される。主に、
- ラーオノメーの父
- オーキュトスの子

の2名が知られている。以下に説明する。

## ラーオノメーの父
このグーネウスは、アルカディアー地方の都市ペネオスの人である。娘ラーオノメーの父。一説にラーオノメーはペルセウスの子のアルカイオスの妻で、アムピトリュオーン、アナクソーの母であるという。

## オーキュトスの子
このグーネウスは、オーキュトスの子である。キュポスの王で、トロイア戦争のときギリシア軍の武将としてドードーナ近くのアイニアーニアー人、ペライボイ人の軍勢22隻を率いて参加した。グーネウスの軍勢は21隻とも、12隻ともいわれる。戦後、グーネウスは帰国のときにナウプリオスの松明にだまされ、カペーレウス沖で難破してリビアに漂着し、キーニュプス河畔に移住した。しかしグーネウスはパトロクロス死後の戦闘で戦死したともいわれる。